# 미헤일 메스히 경기장
미헤일 메스히 경기장(조지아어: მიხეილ მესხის სახელობის სტადიონი)은 조지아 트빌리시에 위치한 다목적 경기장이다. 경기장 이름은 조지아의 대표적인 축구 선수인 미헤일 메스히에서 유래된 이름이다. 주로 축구 경기장으로 사용되고 있지만 때로는 럭비 유니온, 럭비 리그 경기장으로 사용되기도 한다. 수용 인원은 27,223명이다. 보리스 파이차제 경기장에 이어 조지아에서 두 번째로 큰 경기장이다.

## 기록

### 2002년 FIFA 월드컵 유럽 지역 예선
| 날짜           | 팀 1   | 스코어 | 팀 2       | 라운드 |
| -------------- | ------ | ------ | ---------- | ------ |
| 2001년 9월 1일 | 조지아 | 3 - 1  | 헝가리     | 8조    |
| 2001년 9월 5일 | 조지아 | 3 - 1  | 리투아니아 | 8조    |

## 같이 보기
- 조지아 축구 국가대표팀